# コトラ (企業)
株式会社コトラ（英：KOTORA Co., Ltd）は、港区麻布台に本社を置くコンサルティング会社。

## 概要
大西利佳子により、2002年設立。
創業事業である、金融・コンサル・IT・経営層のプロフェッショナル人材紹介事業を中心とし、DX（デジタルトランスフォーメーション）支援事業、「内部統制」「ISO30414」をはじめとした総合コンサルティング事業、理系新卒採用支援事業、アセスメント事業などを展開している。

## 沿革
- 2002年10月 - 銀座にて会社設立
- 2003年
  - 3月 - 人材紹介事業およびヘッドハンティング事業開始
  - 11月 - 本社を日本橋室町に移転
- 2013年11月 - 本社を港区赤坂に移転
- 2015年1月 - コンサルティング事業およびアセスメント事業開始
- 2016年7月 - 「ジョブテシオの国内理系新卒採用支援サービス部門」を譲受し、理系新卒採用支援サービス(コトラ ハイクラス新卒)開始
- 2016年12月 - プロフェッショナル人材活用サービス「コトラ ハイクラスフリーランス」開始
- 2020年7月 - Salesforce導入・活用支援サービス「コトラ HRDX」開始
- 2021年1月 - 人的資本価値の向上のための計画と実行支援の人的資本コンサルティングサービス「コトラ 人的資本コンサルティング」開始
- 2024年8月 - 本社を港区麻布台に移転

## 表彰など
- NIKKEI Human Resources Agent Awards にて2019総合MVP等4部門で受賞[1]。

- 職業紹介優良事業者制度（2102007（03））[2]
- プライバシーマーク（第17003183号）
- 健康経営優良法人2023(経済産業省)
- ホワイト企業認定(一般財団法人 日本次世代企業普及機構)